# Francisco de Paula Orlando
Francisco de Paula Orlando y Fernández del Torco, I Conde de la Romera, (Puerto Real, 5 de noviembre de 1800-5 de enero de 1869) fue un militar general, político y aristócrata español, que fue por dos veces ministro de Hacienda durante el reinado de Isabel II.
Miembro del cuerpo de artillería, fue cónsul en Madeira y El Havre durante el reinado de Fernando VII. A la muerte de éste fue director del Conservatorio de Artes e Intendente General Militar en la minoría de edad de Isabel II. Durante la década moderada fue por dos veces ministro de Hacienda en breves períodos de tiempo: del 16 de marzo al 4 de abril de 1846 y del 4 al 24 de octubre de 1847, en gobiernos del general Ramón María Narváez, siendo también diputado y senador. En 1849 fue nombrado Consejero Real.